# Гааг, Дмитрий Владимирович
Дми́трий Влади́мирович Гаа́г (род. 20 марта 1971, Караганда) — казахстанский триатлонист, чемпион мира 1999 г., бронзовый призёр чемпионата мира 2004 г., тренер, заслуженный мастер спорта Республики Казахстан (1999).

## Биография
С 1988 года Дмитрий Гааг занимался морским многоборьем и современным пятиборьем. В 1992 году в связи с появлением нового вида спорта — триатлона — переквалифицировался и стал ведущим триатлонистом Казахстана.
Дмитрий Гааг тренировался в алматинском ЦСКА под руководством Юрия Соловьева до 2012. Имеет воинское звание майор.
Дмитрий Гааг — участник летних Олимпийских игр 2000 года в Сиднее (4-е место) и 2004 года в Афинах (25-е место).
Участник нескольких чемпионатов мира. В мексиканском Канкуне (1995) был 8-м.
В американском Кливленде (1996) был 10-м.
В швейцарской Лозанне (1998) оказался 6-м.
На чемпионате в канадском Монреаль (1999) оказался сильнейшим.
На чемпионате 2002 года в Канаде остался без наград.
На чемпионате 2004 года на Мадейре завоевал бронзовую медаль.
Победитель многих турниров, этапов Кубка мира, регионального чемпионата. Обладатель Кубка мира 2000 и 2004 годов.
В 1999 году был признан спортсменом года в Казахстане. Признан сильнейшим триатлонистом мира по данным Международной федерации триатлона (2000). Заслуженный мастер спорта (1999). Награждён орденом «Парасат» (2001).

## Тренерская карьера
Дмитрий Гааг имеет высшее образование. Окончил факультет физической культуры и спорта Московского института физической культуры (1993), тренер-преподаватель по современному пятиборью.
С 1987 года — спортсмен-инструктор национальной сборной КазССР (РК) по триатлону.
Член Азиатской федерации триатлона.
С 2009 года — тренер сборной России и Санкт-Петербурга по триатлону.

## Дисквалификация
5 сентября 2008 года Дмитрий Гааг был дисквалифицирован на 2 года за применение запрещенного медицинского препарата, а именно, рекомбинантного эритропоэтина, стимулирующего образование эритроцитов. Допинг-проба, давшая положительный результат, была взята во время внесоревновательного контроля в июне 2008 года в г. Де-Мойн (США). После уведомления о неблагоприятных результатах анализа пробы «А» Гааг воспользовался своим правом на вскрытие пробы «Б». В связи с приближением Олимпийских игр Международный союз триатлонистов решил временно отстранить Гаага, что привело к исключению его из стартового списка олимпийских соревнований по триатлону среди мужчин. 19 августа 2008 года анализ пробы «Б» подтвердил наличие рекомбинантного эритропоэтина в моче. Результаты, начиная с 20 июня 2008 года, были аннулированы, включая третье место на этапе Кубка мира, проводившегося 14 июля 2008 года в городе Тисауйварош (Венгрия).